# Kościół Matki Bożej Szkaplerznej w Hoduciszkach
Kościół Matki Bożej Szkaplerznej w Hoduciszkach – kościół parafialny w Hoduciszkach. Kościół znajduje się na prawym brzegu rzeki Komajki (prawy dopływ Birwity).

## Historia
Kościół został wybudowany na miejscu poprzedniej murowanej świątyni wzniesionej w latach 1818–1826. Został wzniesiony z cegły w latach 1904–1913, gdy proboszczem parafii był ks. Benedykt Krištaponis. W latach 1935–1937 proboszcz Juozas Vaičiūnas przeprowadził remont budynku oraz zainstalował nowe organy. W 1954 roku proboszcz Julijonas Steponavičius, późniejszy arcybiskup wileński, dokonał restauracji wnętrza kościoła. Z inicjatywy ks. Broniusa Laurinavičiusa (proboszcza w latach 1968-1981) świątynia została wyremontowana i ozdobiona freskami, ponadto zainstalowano ogrzewanie oraz wprawiono witraże. 

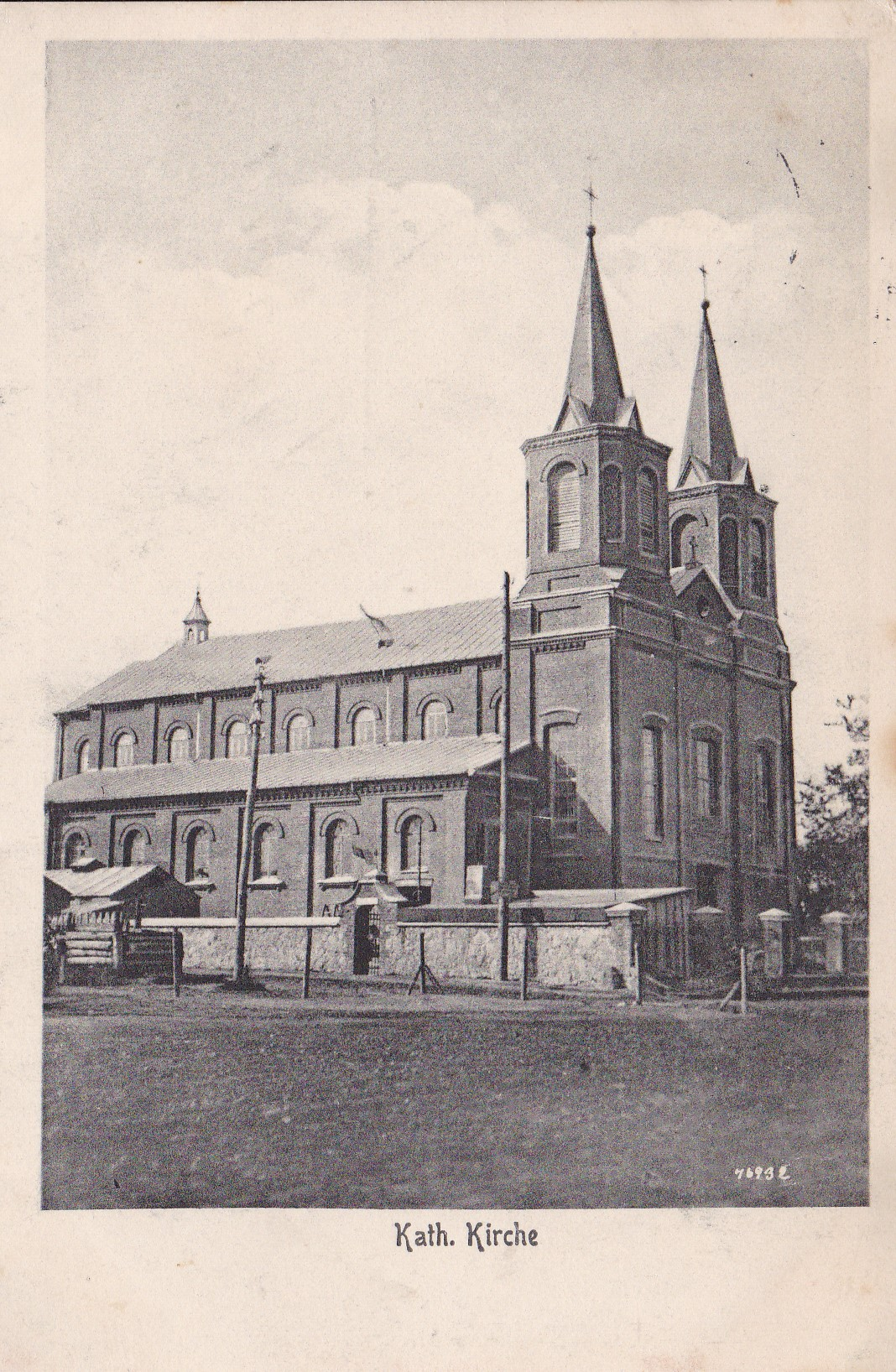
Kościół w 1916 roku

## Architektura
Kościół jest bazyliką na planie prostokąta. Posiada dwie wieże. Wnętrze podzielono na trzy nawy oddzielone filarami (środkowa nawa jest dwukrotnie wyższa od bocznych). Ogrodzenie cmentarza jest murowane z kamienia.